# 17 State Street

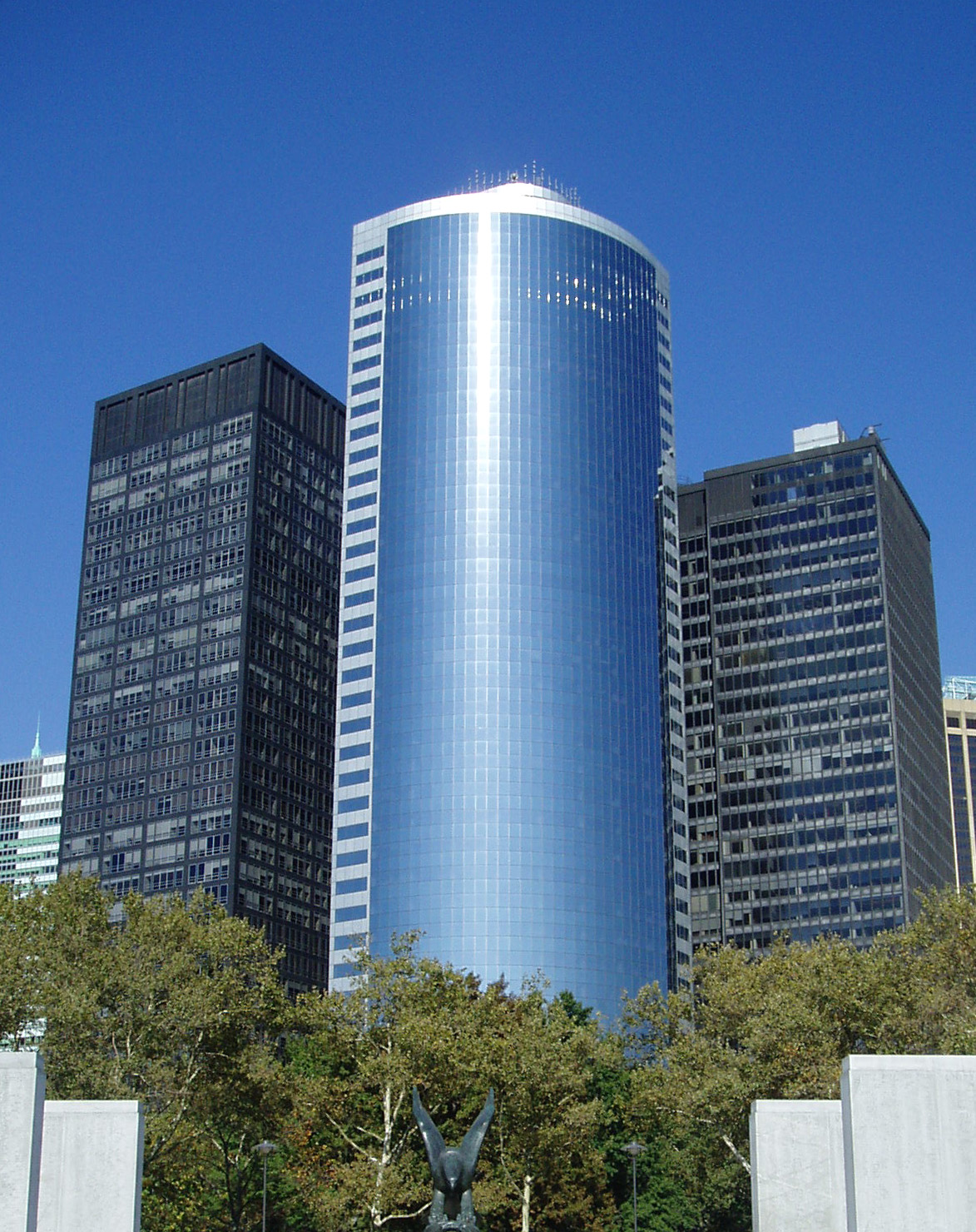

17 State Street é um arranha-céus em Lower Manhattan, no borough de Manhattan, em Nova Iorque. Foi concluído em 1988 e tem 42 andares e 165 m de altura.